# Clavam

Axit clavulanic

Clavams là một nhóm kháng sinh. Chúng tương tự như penam, nhưng với oxy thay thế cho lưu huỳnh. Vì vậy, chúng còn được gọi là oxapenams.
Một ví dụ là axit clavulanic, từ đó lớp hợp chất này nhận được tên của nó.